# Berdoues
Berdoues ist eine französische Gemeinde mit 421 Einwohnern (Stand 1. Januar 2022) im Département Gers in der Region Okzitanien. Sie gehört zum Kanton Mirande-Astarac und zum Arrondissement Mirande. 
Sie grenzt im Nordwesten an Saint-Martin, im Nordosten an Mirande, im Osten an Saint-Médard, im Südosten an Belloc-Saint-Clamens, im Süden an Saint-Michel, im Südwesten an Ponsampère und im Westen an Saint-Maur.

## Bevölkerungsentwicklung
| Jahr      | 1962 | 1968 | 1975 | 1982 | 1990 | 1999 | 2008 | 2015 |
| --------- | ---- | ---- | ---- | ---- | ---- | ---- | ---- | ---- |
| Einwohner | 128  | 126  | 116  | 153  | 154  | 213  | 294  | 263  |

## Sehenswürdigkeiten
- Kloster Berdoues